# Проєкт «Переслідувач тіні» 3
«Проєкт „Переслідувач тіні“ 3» (англ. Project Shadowchaser III) — американський фантастичний бойовик режисера Джона Ейрса.

## Сюжет
На одному з космольотів під назвою «Сибір» відбулася таємнича трагедія. Судячи з усього, якась істота вселяється в людей, і їх доводиться вбивати без всякої впевненості в тому, що ти не вбиваєш своїх. Через 25 років корабель «Комстату-5» мало не стикається з «Сибіром», а потім до їх здивування і жаху, знелюднений, як показували прилади, космоліт розвертається і бере курс на неминуче зіткнення. У результаті кілька членів екіпажу загинули, а корабель був серйозно пошкоджений. Хтось дуже хотів, щоб наші герої опинилися на борту «Сибіру».

## У ролях
| Актор             | Роль             |
| ----------------- | ---------------- |
| Сем Боттомс       | Коді             |
| Мусетта Вандер    | Рі               |
| Крістофер Аткінс  | Снейк            |
| Френк Загаріно    | андроїд          |
| Крістофер Нім     | Ренко            |
| Рікко Росс        | Леннокс          |
| Обрі Морріс       | професор         |
| Робіна Олстон     | Ді               |
| Білл Кірхенбауер  | Вілс             |
| Марк Фелан        | Мак              |
| Ендрю Ламон       | Даніель Петерсон |
| Келлі Хант        | Таня Діл         |
| Скотт Вільямс     | Юрій Пастов      |
| Елізабет Джордано | Тетяна           |
| Реймонд Лінч      | Якав             |
| Ред Хортон        | чоловік 1        |

## Виробництво
Фільм також відомий як «Поза межами темряви».